# Contea di Calhoun (Alabama)
La contea di Calhoun, in inglese Calhoun County, è una contea dello Stato dell'Alabama, negli Stati Uniti. La popolazione al censimento del 2016 era di 115 883 abitanti. Il capoluogo di contea è Anniston.

## Geografia fisica
La contea si trova nel nord-est dell'Alabama. L'U.S. Center Bureau certifica che l'estensione della contea è di 1.586 km², di cui 1.576 km² composti da terra e i rimanenti 10 km² composti di acqua. Parte della foresta nazionale di Talladega rientra nella contea. Il fiume Coosa scorre nell'ovest della contea e diversi dei suoi affluenti scorrono nella contea, tra cui Cane, Ohatchee e Choccolocco.

### Contee confinanti
- Contea di Cherokee - nord-est
- Contea di Cleburne - est
- Contea di Talladega - sud
- Contea di St. Clair - ovest
- Contea di Etowah - nord-ovest

## Storia
L'area era abitata da nativi Creek e Cherokee. Nel 1813-1814 in quest'area si svolse la guerra Creek. La contea di Calhoun fu costituita il 18 dicembre 1832. Fu chiamata così in onore del politico secessionista John C. Calhoun.

## Società

### Evoluzione demografica
Abitanti censiti (migliaia)

Grafico delle fasce di età in base al censimento del 2000

Secondo il censimento del 2016 la composizione etnica della città è 74,9% bianchi, 20,5% neri, 0,3% nativi americani, 0,9% asiatici e 2,3% di due o più etnie. Il 3,4% della popolazione è ispanica.

## Comuni[8]
- Alexandria - cdp
- Anniston (capoluogo) - city
- Blue Mountain - town
- Choccolocco - cdp
- Glencoe‡ - city[9]
- Hobson City - town
- Jacksonville - city
- Nances Creek - cdp
- Ohatchee - town
- Oxford - city
- Piedmont - city
- Saks - cdp
- Southside‡ - city
- Weaver - city
- West End-Cobb Town - cdp
- White Plains - cdp

## Economia

### Occupazione
Nel 2016 la forza lavoro era suddivisa tra le seguenti categorie professionali:
- Servizi educativi, assistenza sanitaria e assistenza sociale (22,6%)
- Produzione (16,9%)
- Commercio al dettaglio (12,1%)
- Pubblica amministrazione (7,9%)
- Arte, intrattenimento e svago, servizi di alloggio e ristorazione (9,5%)
- Servizi professionali, scientifici, di gestione, amministrativi e di gestione dei rifiuti (6,9%)
- Costruzione (5,8%)
- Trasporto, magazzinaggio e servizi di pubblica utilità (4,8%)
- Altri servizi, ad eccezione della pubblica amministrazione (4,3%)
- Finanza, assicurazione, immobiliare, noleggio e leasing (4,1%)
- Commercio all'ingrosso (2,6%)
- Informazioni (1,5%)
- Agricoltura, silvicoltura, pesca, caccia ed estrattiva (1,1%)

## Infrastrutture e trasporti

### Principali strade ed autostrade
Le principali vie di trasporto che attraversano la contea sono:
| - Interstate 20 - U.S. Highway 78 - U.S. Highway 278 - U.S. Highway 431 | - State Route 9 - State Route 21 - State Route 144 - State Route 202 - State Route 204 |

### Aeroporti
L'Anniston Metropolitan Airport è l'unico aeroporto pubblico della contea.